# Africa Cup 2013
L’Africa Cup 2013 (in inglese 2013 Africa Cup, in francese Coupe d'Afrique 2013, in afrikaans Rugby Afrikabeker 2013) fu la 13ª edizione della Coppa d'Africa di rugby a 15; strutturata a divisioni di merito e contesa tra 13 squadre nazionali africane, si disputò tra giugno e luglio 2013 in varie sedi a seconda della divisione.
La prima divisione A, che assegnava il titolo di campione d'Africa, si tenne ad Antananarivo, in Madagascar, dal 10 al 14 luglio 2012 e fu contesa tra 4 squadre che si affrontarono con il metodo dell'eliminazione diretta; la perdente della finale per il terzo posto sarebbe stata retrocessa in prima divisione B; questa si era svolta con lo stesso meccanismo a Dakar, in Senegal, dall'11 al 15 giugno precedente, e la sua vincitrice fu promossa in divisione 1.A mentre la quarta classificata retrocedette in divisione 1.C.
Infine, la divisione 1.C si tenne a Yamoussoukro, in Costa d'Avorio, tra cinque squadre con un tipo particolare di girone in cui ogni squadra avrebbe affrontato solo tre delle avversarie; la prima classificata guadagnò la promozione in divisione 1.B.
Le due divisioni superiori del campionato servirono anche come secondo turno delle qualificazioni africane alla Coppa del Mondo 2015: infatti la prima classificata della divisione 1.B, insieme alla promozione alla divisione superiore, continuò a prendere parte ai tornei utili alla qualificazione, che per il 2014 era la divisione 1.A del torneo.
Campione d'Africa fu il Kenya che sconfisse in finale lo Zimbabwe per 29-17 e si aggiudicò il suo secondo titolo continentale; retrocedette l'Uganda, che quindi uscì dalle qualificazioni alla Coppa del Mondo, cui invece continuò a partecipare la Namibia, promossa in massima divisione avendo vinto la finale della serie 1.B contro la Tunisia.
La Costa d'Avorio tornò in divisione 1.B mentre il Botswana, promosso appena l'anno prima, tornò in 1.C.
Per il torneo 1.C, disputatosi a girone, fu adottato il punteggio dell'Emisfero Sud, ovvero 4 punti per la vittoria, 2 per il pareggio, nessuno per la sconfitta più, per ogni incontro, eventuale punto di bonus per la marcatura di almeno quattro mete e un ulteriore eventuale punto per la sconfitta con non più di 7 punti di scarto.

## Divisione 1.A
|  | Semifinali | Semifinali | Semifinali |          |       | Finale          | Finale          | Finale          |  |
|  |            |            |            |          |       |                 |                 |                 |  |
|  | Kenya      | Kenya      | 51         |          |       |                 |                 |                 |  |
|  | Kenya      | Kenya      | 51         |          |       |                 |                 |                 |  |
|  | Uganda     | Uganda     | 11         |          |       |                 |                 |                 |  |
|  | Uganda     | Uganda     | 11         |          | Kenya | Kenya           | 29              |                 |  |
|  |            |            |            |          | Kenya | Kenya           | 29              |                 |  |
|  |            |            | Zimbabwe   | Zimbabwe | 17    |                 |                 |                 |  |
|  | Madagascar | Madagascar | Zimbabwe   | Zimbabwe | 17    | 18              |                 |                 |  |
|  | Madagascar | Madagascar |            |          |       | 18              |                 |                 |  |
|  | Zimbabwe   | Zimbabwe   | 38         |          |       | Finale 3º posto | Finale 3º posto | Finale 3º posto |  |
|  | Zimbabwe   | Zimbabwe   | 38         |          |       |                 |                 |                 |  |
|  |            |            |            |          |       |                 |                 |                 |  |
|  |            |            |            |          |       | Uganda          | Uganda          | 32              |  |
|  |            |            |            |          |       | Uganda          | Uganda          | 32              |  |
|  |            |            |            |          |       | Madagascar      | Madagascar      | 48              |  |

### Semifinali
| Arbitro: | Lesego Legoete |

|                                                                  |      |                    |
| Nyikuli 9’ Kopondo 21’ Otieno 41’, 52’ Kuto 45’ Wamamba 65’, 78’ | mt   | 69’ Olweny         |
| Wamamba 52’, 78’                                                 | tr   |                    |
| Andola 5’, 29’, 32’ Wamamba 23’                                  | c.p. | 19’ Onen 37’ Kizza |

| Arbitro: | Lourens van der Merwe |

|                                      |      |                                               |
| Rakotoarivelo 23’ 28' Razaindranaivo | mt   | 42’ Leitao 45’ Murray 55’ Zieglar 66’ Sibanda |
| Rakotoharison 23’                    | tr   | 42’, 66’ Tambwera 55’ Rouse                   |
| Rakotoharison 9’                     | c.p. | 18’, 45’, 63’ Tambwera                        |
| Rakotoharison 31’                    | drop | 65’ Tambwera                                  |

### Finale per il 3º posto
| Arbitro: | Lesego Legoete |

|                                                                                       |      |                                               |
| Ralaimidona 23’ Rasoanaivo 32’, 35’ Randrianarisoa 52’ Rakotoarimanana 57’ Mudola 78’ | mt   | 8’ Lubega 11’ Serunjogi 59’ Kimono 67’ Seguya |
| Rakotoarimanana 23’ Rakotoharison 32’, 35’, 52’, 57’, 78’                             | tr   | 15’ Onen 59’, 67’ Aredo                       |
| Rakotoarimanana 17’ Rakotoharison 46’                                                 | c.p. | 16’ Onen 30’ Aredo                            |

### Finale
| Arbitro: | Lourens van der Merwe |

|                                             |      |                             |
| Chisanda 4’ Barasa 7’ Otieno 65’ Barasa 76’ | mt   | 11’ Machisa                 |
| Andola 8’, 65’ Mose 76’                     | tr   |                             |
|                                             | c.p. | 15’, 31’, 38’, 55’ Tambwera |
| Andola 33’                                  | drop |                             |

## Divisione 1.B
|  | Semifinali | Semifinali | Semifinali |         |         | Finale          | Finale          | Finale          |  |
|  |            |            |            |         |         |                 |                 |                 |  |
|  | Senegal    | Senegal    | 12         |         |         |                 |                 |                 |  |
|  | Senegal    | Senegal    | 12         |         |         |                 |                 |                 |  |
|  | Namibia    | Namibia    | 35         |         |         |                 |                 |                 |  |
|  | Namibia    | Namibia    | 35         |         | Namibia | Namibia         | 45              |                 |  |
|  |            |            |            |         | Namibia | Namibia         | 45              |                 |  |
|  |            |            | Tunisia    | Tunisia | 13      |                 |                 |                 |  |
|  | Tunisia    | Tunisia    | Tunisia    | Tunisia | 13      | 43              |                 |                 |  |
|  | Tunisia    | Tunisia    |            |         |         | 43              |                 |                 |  |
|  | Botswana   | Botswana   | 12         |         |         | Finale 3º posto | Finale 3º posto | Finale 3º posto |  |
|  | Botswana   | Botswana   | 12         |         |         |                 |                 |                 |  |
|  |            |            |            |         |         |                 |                 |                 |  |
|  |            |            |            |         |         | Senegal         | Senegal         | 41              |  |
|  |            |            |            |         |         | Senegal         | Senegal         | 41              |  |
|  |            |            |            |         |         | Botswana        | Botswana        | 5               |  |

### Semifinali
| Dakar 11 giugno 2013 | Senegal          | 12 – 35 | Namibia | Stade Iba Mar Doip\| Arbitro: \| Sebastien Minery \| |
| Arbitro:             | Sebastien Minery |         |         |                                                      |

| Dakar 11 giugno 2013, ore 14:30 UTC | Tunisia        | 43 – 12 | Botswana | Stade Iba Mar Doip\| Arbitro: \| Arnaud Blondel \| |
| Arbitro:                            | Arnaud Blondel |         |          |                                                    |

### Finale per il 3º posto
| Dakar 15 giugno 2013 | Senegal        | 41 – 5 | Botswana | Stade Iba Mar Doip\| Arbitro: \| Arnaud Blondel \| |
| Arbitro:             | Arnaud Blondel |        |          |                                                    |

### Finale
| Dakar 15 giugno 2013 | Namibia          | 45 – 13 | Tunisia | Stade Iba Mar Doip\| Arbitro: \| Sebastien Minery \| |
| Arbitro:             | Sebastien Minery |         |         |                                                      |

## Divisione 1.C
| Yamoussoukro 23 giugno 2013, ore 9 UTC | Marocco      | 77 – 3 | Niger | ESTP INPHB Sud\| Arbitro: \| Hamda Boukid \| |
| Arbitro:                               | Hamda Boukid |        |       |                                              |

| Yamoussoukro 23 giugno 2013, ore 14 UTC | Costa d'Avorio | 77 – 3 | Zambia | ESTP INPHB Sud\| Arbitro: \| Stéphane Boyer \| |
| Arbitro:                                | Stéphane Boyer |        |        |                                                |

| Yamoussoukro 23 giugno 2013, ore 16 UTC | Mauritius      | 3 – 63 | Nigeria | ESTP INPHB Sud\| Arbitro: \| Heykel Bahroun \| |
| Arbitro:                                | Heykel Bahroun |        |         |                                                |

| Yamoussoukro 26 giugno 2013, ore 9 UTC | Costa d'Avorio | 83 – 3 | Mauritius | ESTP INPHB Sud\| Arbitro: \| Heykel Bahroun \| |
| Arbitro:                               | Heykel Bahroun |        |           |                                                |

| Yamoussoukro 26 giugno 2013, ore 14 UTC | Nigeria        | 8 – 38 | Marocco | ESTP INPHB Sud\| Arbitro: \| Stéphane Boyer \| |
| Arbitro:                                | Stéphane Boyer |        |         |                                                |

| Yamoussoukro 26 giugno 2013, ore 16 UTC | Niger        | 21 – 30 | Zambia | ESTP INPHB Sud\| Arbitro: \| Hamda Boukid \| |
| Arbitro:                                | Hamda Boukid |         |        |                                              |

| Yamoussoukro 29 giugno 2013, ore 9 UTC | Nigeria        | 45 – 10 | Zambia | ESTP INPHB Sud\| Arbitro: \| Heykel Bahroun \| |
| Arbitro:                               | Heykel Bahroun |         |        |                                                |

| Yamoussoukro 29 giugno 2013, ore 14 UTC | Costa d'Avorio | 18 – 15 | Marocco | ESTP INPHB Sud\| Arbitro: \| Stéphane Boyer \| |
| Arbitro:                                | Stéphane Boyer |         |         |                                                |

| Yamoussoukro 29 giugno 2013, ore 16 UTC | Niger        | 17 – 13 | Mauritius | ESTP INPHB Sud\| Arbitro: \| Hamda Boukid \| |
| Arbitro:                                | Hamda Boukid |         |           |                                              |

### Classifica
|  | Squadra        | G | V | N | P | P+  | P-  | diff. | PT | B  |
|  | -------------- | - | - | - | - | --- | --- | ----- | -- | -- |
|  | Costa d'Avorio | 3 | 3 | 0 | 0 | 178 | 21  | +157  | 2  | 14 |
|  | Marocco        | 3 | 2 | 0 | 1 | 130 | 29  | +101  | 3  | 11 |
|  | Nigeria        | 3 | 2 | 0 | 1 | 116 | 51  | +65   | 2  | 10 |
|  | Zambia         | 3 | 1 | 0 | 2 | 43  | 142 | -99   | 1  | 5  |
|  | Niger          | 3 | 1 | 0 | 2 | 40  | 120 | -80   | 0  | 4  |
|  | Mauritius      | 3 | 0 | 0 | 3 | 19  | 163 | -144  | 1  | 1  |